# 北九州市交通局若松営業所

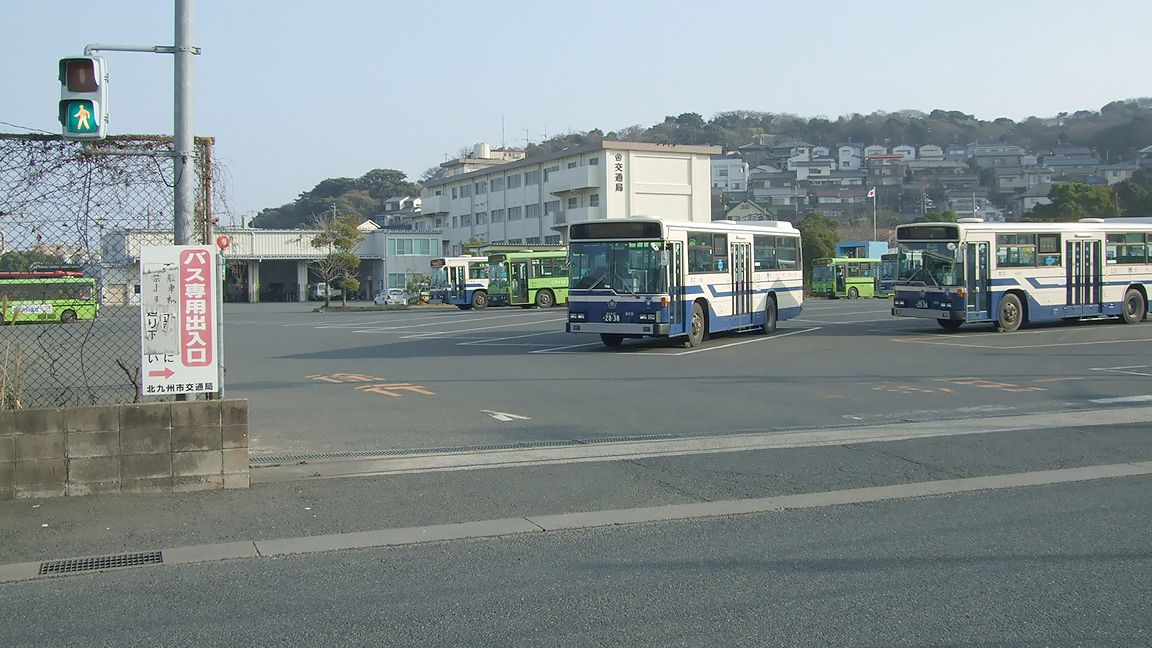
若松営業所

若松営業所（わかまつえいぎょうしょ）は福岡県北九州市若松区東小石町にある北九州市交通局（市営バス）の営業所である。市営バス路線のうち概ね二島駅以東の路線を担当する。北九州市交通局庁舎を併置している。
1999年4月にそれまであった二島営業所と小石営業所を統合し、小石営業所の向かいにあった響南（きょうなん）中学校（1997年閉校）の跡地に移転して開設された。交通局各課も当営業所内に設置されている。局舎の一部は中学校の校舎を利用している。

## 所在地
- 福岡県北九州市若松区東小石町3番1号
  - 最寄バス停：若松営業所

## 担当路線
前述の通り概ね東半分の路線の担当であり、主に若松区中心部と周辺地域を結ぶ若松渡場・戸畑駅を基点に運行されている。中心となるバス停は若戸大橋口にある「大橋通り」停留所で、小倉・戸畑へ向かう路線と、高須・二島・小石方面へ向かう路線、更には西鉄バス北九州の路線も当停留所を基点としているものが大半となっている。若松着のみ「若松駅」停留所。路線が多いためここでは省略して記述する。2022年10月改正時点のものを示す。
小石～若松病院線
- 【1】若松営業所 - 上原（かみはら）町 - 本町 - 大橋通り - 若松区役所前 - 若松渡場【4】
- 【3】若松営業所 - 迫田 - 本町 - 大橋通り - 若松区役所前 - 若松渡場【6】
- 【1】若松営業所 - 上原町 - 本町 - 大橋通り - 若松区役所前 - 産業医科大学若松病院【4】
- 【3】若松営業所 - 迫田 - 本町 - 大橋通り - 若松区役所前 - 産業医科大学若松病院【6】
  - 古くからの基幹路線。迫田経由は以前より本数が増えている。かつては中畑経由も運行していた。
  - 上下線で異なる系統番号がつけられているが、若松渡場/若松病院～明治町銀天街前間に限り、上下線ともに系統番号4および6として運行される。
  - 若松病院行きは「若松営業所 - 若松病院 - 二島郵便局前」を結ぶ路線が2014年6月のダイヤ改正で分断されたものである。かつてはエスト本町東口を経由していたが、2019年3月のダイヤ改正で、小石地区から戸畑・小倉地区への乗り換えが便利であるとして大橋通り経由に変更された。

小石～戸畑線
- 【7】若松営業所 - 上原町 - 若松区役所前 - 大橋通り - 戸畑駅
- 【9】若松営業所 - 迫田 - 若松区役所前 - 大橋通り - 戸畑駅
  - 古くからの基幹路線。迫田経由は以前より本数が増えている。かつては中畑経由も運行していた。

エコタウン～戸畑線
- 【7】響町・エコタウン - 上原町 - 本町 - 大橋通り - 戸畑駅

小石～小倉線
- 【7】若松営業所 - 上原町 - 若松区役所前 - 大橋通り - 小倉駅新幹線口 - 北九州市役所前
- 【7】若松営業所 - 上原町 - 若松区役所前 - 大橋通り - 小倉駅新幹線口 - 小倉港松山行きフェリーのりば
- 【9】若松営業所 - 迫田 - 若松区役所前 - 大橋通り - 小倉駅新幹線口 - 北九州市役所前
  - 古くからの基幹路線。迫田経由は以前より本数が増えている。かつては中畑経由も運行していた。
  - 小倉地区は時計回りの運行となっている。北九州市役所行きは「小倉駅新幹線口→旦過橋→北九州市役所前」と停車し、若松行きは「北九州市役所前→室町・リバーウォーク→魚町→小倉駅新幹線口」と停車する。
  - 小石営業所時代の1990年春まで、紫川橋 - 大橋通り間は国道199号・戸畑区役所を経由し若戸大橋をたどるルートであったが、北九州高速2号線の若戸大橋直結に伴い、同高速を経由して若戸大橋をたどるルートに変更された。
  - 2020年3月の改正で一部の系統を小倉駅新幹線口起終点とし、さらに新たに小倉港松山行きフェリーのりば行きを新設、同時に「堺町公園前」バス停との距離がかなり近いことから「紺屋町」バス停を廃止。

渡場～安瀬線
- 【24】若松渡場 - 本町 - 安瀬 - 若松営業所
  - かつては若松渡場～安瀬の区間便も存在した。小型車両（トヨタ ハイエース）で運行される。

脇田（わいた）・小石～渡場線
- 【43】脇田 - 脇ノ浦 - 若松営業所
  - かつては若松渡場から直接脇田まで運行していた。2021年3月のダイヤ改正で若松営業所発着に変更され、系統番号も03から43に変更された。
  - 脇田で【42】亀の井ホテル玄界灘行きと接続している。
  - 小型車両（トヨタ ハイエース）で運行される。

二島～若松病院線
- 【14】二島郵便局前 - 二島駅 - 藤ノ木駅前 - 大橋通り - 本町 - 若松渡場
- 【14】二島郵便局前 - 二島駅 - 藤ノ木駅前 - 大橋通り - 本町 - 若松区役所前 - 産業医科大学若松病院
  - 若松渡場行きはかつて若松区役所経由であったが本町経由に変更され、系統番号も10から14となった。
  - 若松病院行きは「二島郵便局前 - 若松病院 - 若松営業所」を結ぶ路線が2014年6月のダイヤ改正で分断されたものである。

二島～戸畑線
- 【10】島郷合同庁舎前 - 若松商業高校前 - 二島駅 - 藤ノ木駅前 - 大橋通り - 戸畑駅
  - かつては本城陸上競技場前まで運行していたが、2021年3月のダイヤ改正で島郷合同庁舎前までに短縮された。

二島～小倉線
- 【10】島郷合同庁舎前 - 若松商業高校前 - 二島駅 - 藤ノ木駅前 - 大橋通り - 小倉駅新幹線口 - 北九州市役所前
- 【64】/【10】学研大通り西 - 学研都市ひびきの - 新払川大橋 - 二島駅 - 藤ノ木駅前 - 大橋通り - 小倉駅新幹線口 - 北九州市役所前
  - 小倉地区は時計回りの運行となっている。北九州市役所行きは「小倉駅新幹線口→旦過橋→北九州市役所前」と停車し、二島方面行きは「北九州市役所前→室町・リバーウォーク→魚町→小倉駅新幹線口」と停車する。
  - 学研大通り西発北九州市役所行きは、鴨生田で系統番号を10に変更する。北九州市役所発学研大通り西行きは、二島駅で系統番号を64に変更する。
  - 島郷合同庁舎前発着便はかつて本城陸上競技場前まで運行していたが、2021年3月のダイヤ改正で短縮された。

折尾～産医大線
- 【54】/【14】 向田営業所 - 高須公営住宅前 - 産業医科大学病院入口 - 帯田 - 二島駅 - 藤ノ木駅前 - 大橋通り - 本町 - 若松区役所前 - 産業医科大学若松病院
  - 2021年3月ダイヤ改正で新設された路線。向田営業所～二島駅間は系統番号54、二島駅～産業医科大学若松病院間は系統番号14として運行される。平日のみ産業医科大学病院内に乗り入れる。

ジアウトレット北九州線
- 【臨時】ジアウトレット北九州 - 戸畑駅 - 大橋通り - 若松区役所前 - 迫田 - 若松営業所
  - THE OUTLET KITAKYUSHU開業に合わせ、2022年4月26日より運行開始[1]。土曜日・日祝日のみ運行。
  - 幸町〜ジアウトレット北九州の各バス停では、ジアウトレット北九州行きは降車のみ、若松営業所行きは乗車のみ扱いとなる。

お買い物バス
- 【高塔山コース】畑谷町 - 白山2丁目 - 本町 - 産業医科大学若松病院（日祝日運休）
- 【石峰山コース】今光峠 - 石峰山荘 - 藤ノ木駅前 - 宮丸公園 - くきのうみ小学校 - 本町 - 産業医科大学若松病院（日祝日運休）
- 【百合野・大池コース】百合野町公園前 - 宮丸公園 - 大池町8番 - 本町 - 産業医科大学若松病院（日祝日運休）
- 【内小竹コース】安養寺下 - 暁の鐘学園 - 鴨生田小学校前 - 島郷合同庁舎前 - 中島公園前 - 二島駅（火曜日・金曜日のみ運行。祝日運休）
- 【畠田コース】禅覚寺入口 - 畠田一丁目 - 片山三丁目 - 二島駅 - 中島公園前 - 島郷合同庁舎前 - 鴨生田小学校前（火曜日・金曜日のみ運行。祝日運休）
- 【宮前町コース】小石本村町西公園 - 宮前町 - 小石小学校前 - 本町 - 若松区役所前 - 産業医科大学若松病院（月曜日・木曜日のみ運行。祝日運休）
- 【脇ノ浦・外小竹コース】小竹日吉神社下 - 小竹 - 脇ノ浦 - 外小竹 - 本町 - 若松区役所前 - 産業医科大学若松病院（月曜日・木曜日のみ運行。祝日運休）
  - 大型バスが運行できない高台地区の「生活の足」を確保することを目的として、2020年10月26日より運行開始。小型車両（トヨタ ハイエース）で運行される。

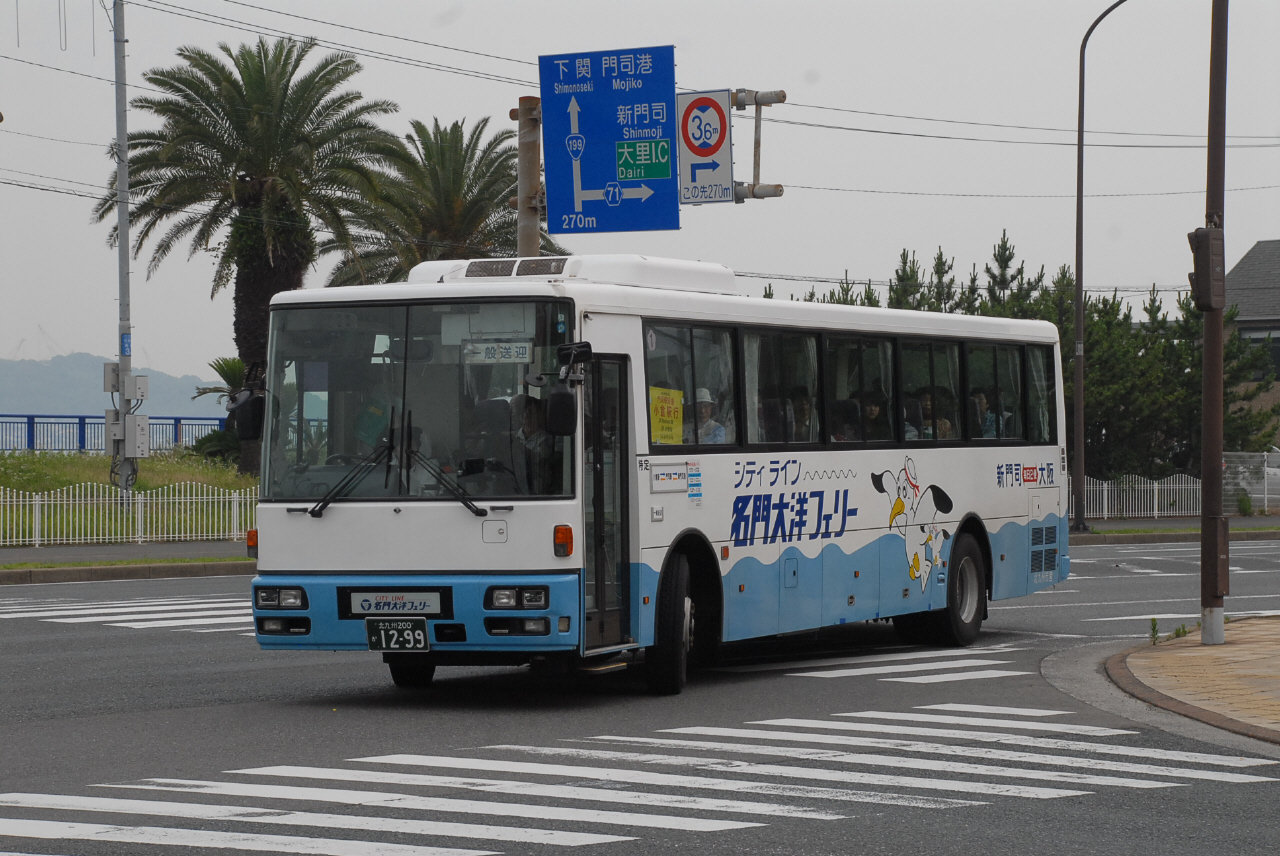
無料送迎バス

この他名門大洋フェリーの乗客送迎用として、小倉駅北口・門司駅北口と新門司港の名門大洋フェリー乗り場までを結ぶ無料送迎バスも担当する。

## 廃止された路線
- 若松営業所→上原→北浜→産業医科大学若松病院→若松区役所前→若松渡場
  - 2020年3月の改正で廃止。同時に2つのバス停「浜町三丁目」、「栄盛川」（北浜ゆき）が廃止された。また、かつては双方向運行路線でもあった。
- 【2】若松営業所 - 中畑 - 若松区役所前 - 若松渡場
- 【5】若松営業所 - 中畑 - 本町 - 大橋通り - 産業医科大学若松病院
  - 上記2系統は共に2020年10月の改正で廃止。同時に3つのバス停「棚田町」、「第二棚田町」、「小石小学校前」が廃止された（「小石小学校前」バス停は後に2021年8月のお買い物バス「宮前町コース」新設時に復活）。
- 若松営業所 - 中畑 - 若松区役所前 - 戸畑駅
- 【7】若松営業所 - 上原町 - 若松区役所前 - 産業医科大学若松病院 - 戸畑駅
- 若松営業所 - 中畑 - 若松区役所前 - 小倉駅新幹線口 - 北九州市役所前
- 【7】エコタウンセンター - 上原町 - 本町 - 戸畑駅
  - 2020年10月改正で廃止。同時に「エコタウンセンター」バス停が廃止された（エコタウンセンター構内のみ。同センターが立地している横の道路上の「エコタウンセンター前」バス停は存続）。
- 【03】若松渡場 - 本町・上原町 - 脇田
  - 2019年3月のダイヤ改正で、新たに汐入の里（2022年10月改正でバス停名が「汐入の里前」から「ヒビキノビーチフロント前」に変更）へ乗り入れる経路に変更された。しかし乗客数が少ないためわずか1年で一部のわずかな便を除き10人乗り小型バスの運行に切り替わった。同時に小型バスの運行のみ若松渡場 - 小石本村間がクローズド・ドア制となった。2021年3月改正で若松営業所発着に変更。
- 島郷合同庁舎→産業医科大学若松病院→北浜→安瀬
  - 2020年3月の改正で廃止され、同時に「浜町三丁目」バス停が廃止された。
- 【8循】産業医科大学若松病院 - 本町 - 久岐の浜団地循環
  - 2019年3月改正で新たに新設された路線。しかし乗客数が少ないためわずか1年で10人乗り小型バスの運行に切り替わり、2021年3月改正で廃止され、同時に新設されていた3つのバス停「久岐の浜市営住宅前」、「久岐の浜五街区」および「久岐の浜1号公園前」が廃止された。わずか2年間のみの運行であった。
- 【10】二島郵便局前 - 若松区役所前 - 若松渡場
- 【10】本城陸上競技場前 - 島郷合同庁舎前 - 若松商業高校前 - 二島駅 - 戸畑駅
- 【10】本城陸上競技場前 - 島郷合同庁舎前 - 若松商業高校前 - 二島駅 - 小倉駅新幹線口 - 北九州市役所前

## 歴史
- 1999年春：二島営業所・小石営業所が廃止され、小石営業所の向かいにあった響南中学校（1997年度限りで閉校）の跡地に、交通局を二島営業所の位置から移転し、小石営業所・二島営業所を統合する形で発足（庁舎は響南中学校旧校舎を活用）。
- 2020年3月28日：交通局始まって以来の大規模な路線、バス停の廃止が行われる（ただし西鉄バス北九州への民間移譲ではない）。同時に一部の路線が10人乗り小型バスの運行に切り替わる。